# Cristina de Bolsena
Santa Cristina, conocida también como Cristina de Bolsena, Cristina de Tiro (probablemente hubo una confusión entre esta ciudad libanesa y la villa de Tyro del lago de Bolsena, donde recientes excavaciones han descubierto su culto ya en el  siglo V) o Cristina la Gran Mártir, es una santa del siglo III venerada por la Iglesia católica, la Iglesia ortodoxa y la Iglesia anglicana. Su festividad es el 24 de julio. 

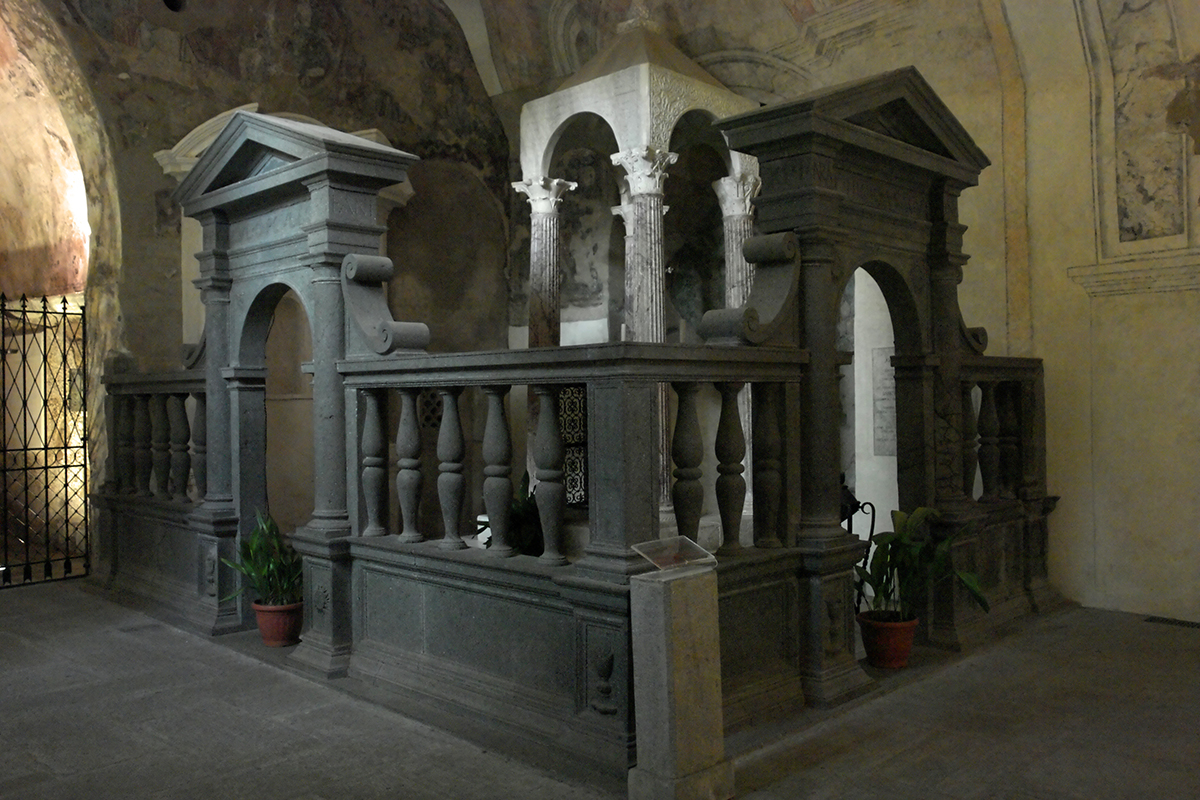
Altar de Santa Cristina, en la basílica de Bolsena

En el siglo IX se redactó su martirio, sobre el cual se formularon varias versiones, muchas de las cuales se cree que se vieron influidas por la vida de otros santos, como santa Bárbara. Era hija de un rico magistrado llamado Urbano y se convirtió al cristianismo; regalaba ídolos y bienes de su padre a los pobres y este llegó a torturarla clavándole ganchos de hierro, metiéndola en un horno, o en un pozo con serpientes, o lanzándola a un lago atada a una roca, sin embargo Dios hizo que resistiera y no murió hasta la octava tortura; muerto su padre, Dión, su sucesor, la mandó decapitar.

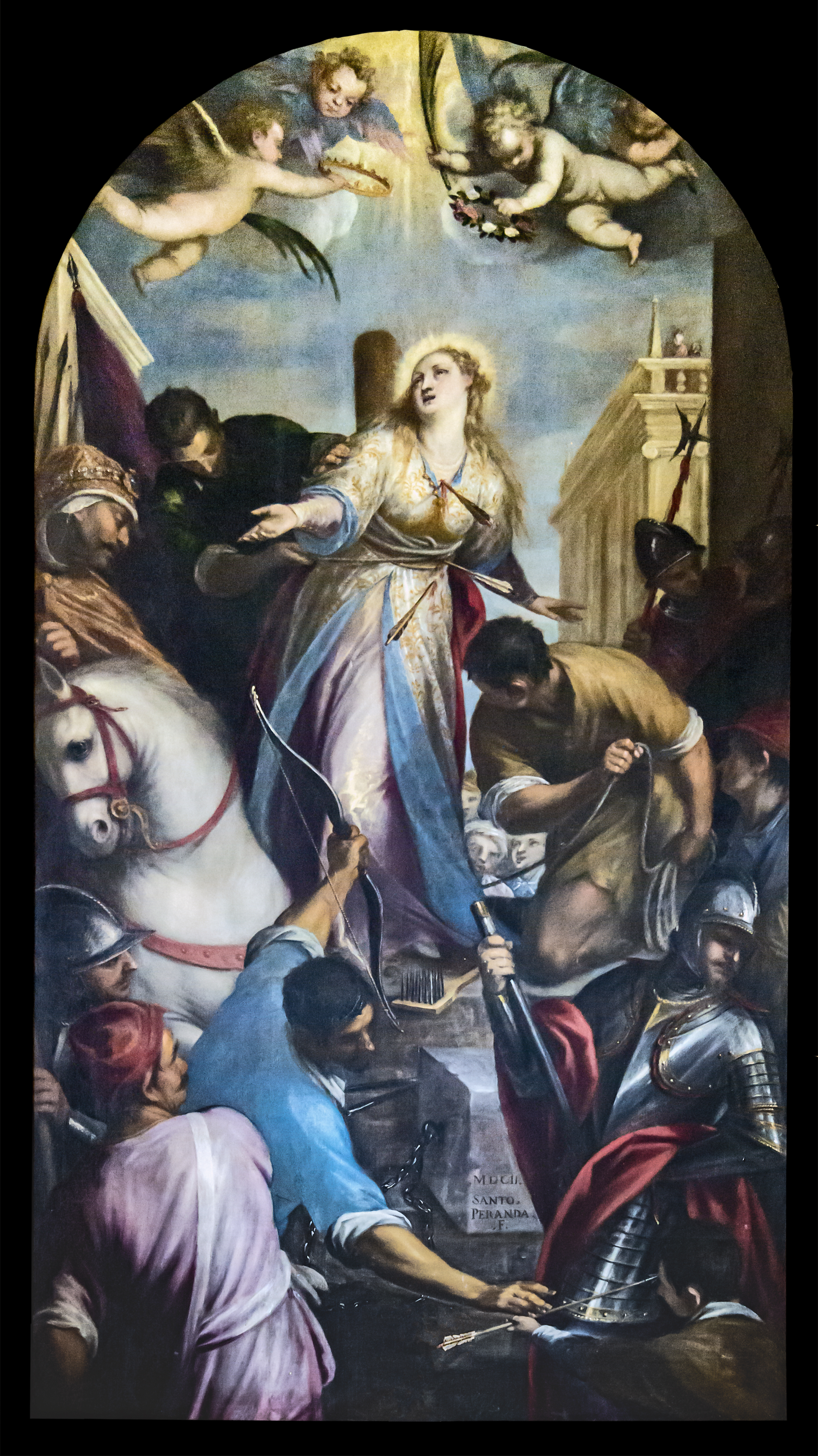
Martirio de Santa Cristina pintado por Sante Peranda en 1604.

Se conservan sus reliquias en la catedral de Palermo  y en Bofia[cita requerida]. 